# Замирайло Віктор Дмитрович

Обкладинка книги «Дон-Кіхот», 1925 рік

Замирайло Віктор Дмитрович (нар. 23 листопада 1868, Черкаси — 2 вересня 1939, Петергоф)  — український живописець, графік, театральний художник.

## Біографія
Навчався в 1881—1884 роках у Київській рисувальній школі М. Мурашко. Жив в Києві (до 1884 року), у Москві (1894—1904, 1907—1914) та Петербурзі (1904—1907, 1907—1934).
В Києві допомагав М. О. Врубелю при реставрації фресок Кирилівської церкви, також був помічником В. М. Васнєцова у виконанні розписів Володимирського собору (1885—1890).
Оформлював та ілюстрував книги для видавництв рос. И. М. Кнебеля, «Алконост», «ГИЗ», «Печатник», «Эпоха».
У 1919 році виконав 18 ескізів декорацій для постановки опери «Демон» А. Рубінштейна (постановка не була здійснена).

## Книжкова графіка
Серед оформлених та ілюстрованих Віктором Замирайлом книг:
- 1899 — «Пісня про Віщого Олега» О. Пушкіна
- 1909 — «Картини у фарбах російської школи живопису»
- 1913 — Повне зібрання творів Миколи Гоголя
- 1914 — «Мцирі» М. Лермонтова
- 1915 — «Іван царевич і змій» О. Рослевлева
- 1921 — «Джек — підкорювач велетнів» К. Чуковського
- 1924 — «Дванадцять» О. Блока[3]
- 1925 — «Трудівники моря» В. Гюго
- 1925 — «Дон-Кіхот» М. Сервантеса
- 1926 — «Зелений капелюх» М. Арлена
- 1929 — «Маленький обідранець» Дж. Грінвуда